# Rumänische Eishockeyliga 1968/69
Die Saison 1968/69 war die 39. Spielzeit der rumänischen Eishockeyliga, der höchsten rumänischen Eishockeyspielklasse. Meister wurde zum insgesamt zwölften Mal in der Vereinsgeschichte Steaua Bukarest.

## Hauptrunde

### Tabelle
|    | Klub                   |
| -- | ---------------------- |
| 1. | Steaua Bukarest        |
| 2. | Dinamo Bukarest        |
| 3. | Avântul Miercurea Ciuc |
| 4. | Agronomia Cluj         |
| 5. | IPGG Bukarest          |

Sp = Spiele, S = Siege, U = Unentschieden, N = Niederlagen